# Piper verrucosum
Piper verrucosum là một loài thực vật thuộc họ Piperaceae. Đây là loài đặc hữu của Jamaica.